# Grovana

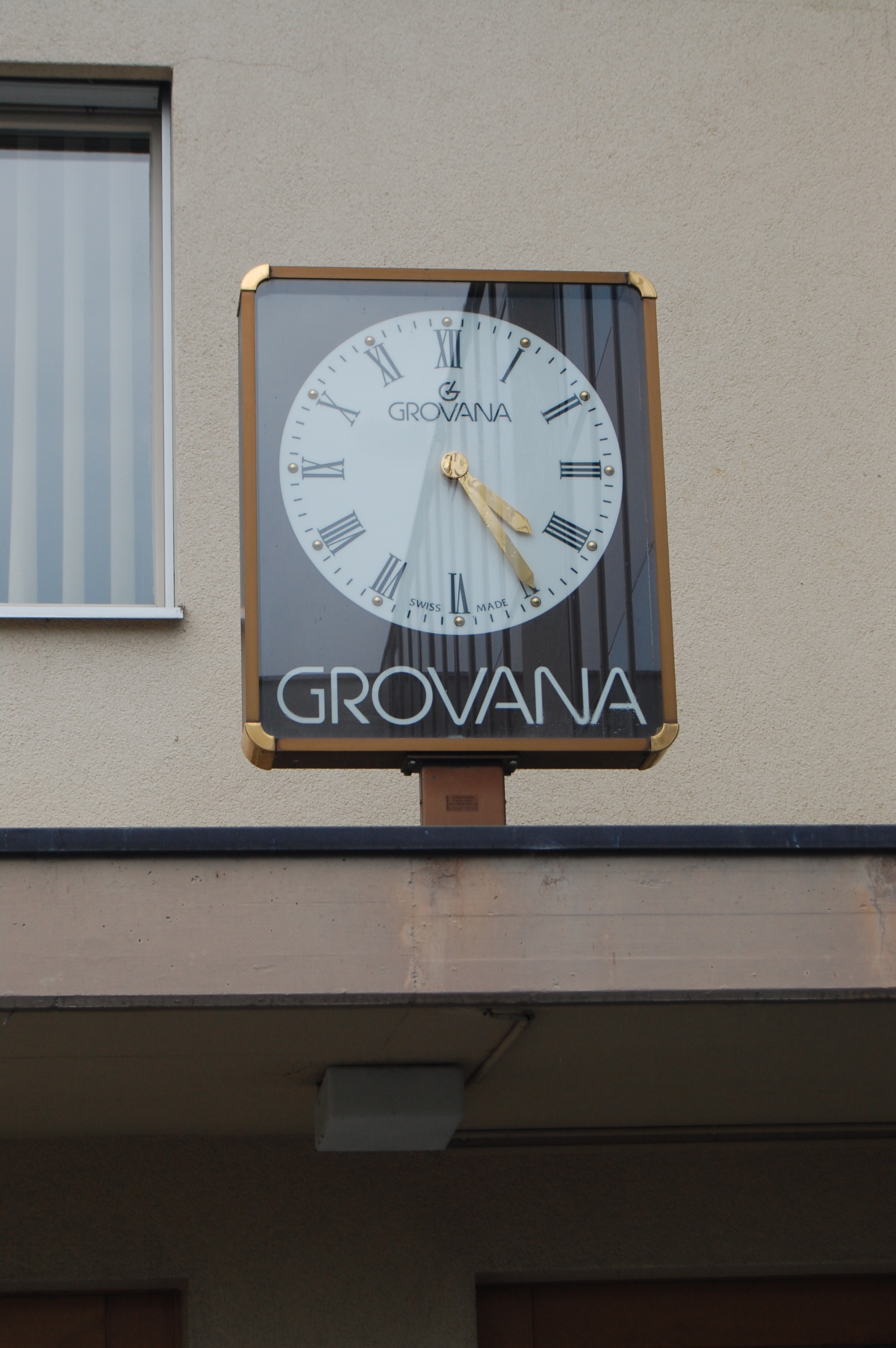
Grovana Zeitmesser am Hauptsitz. Bild 2015

Die Grovana Uhrenfabrik AG in Tenniken zählt zu den drei letzten existierenden Uhrenherstellern, die im Schweizer Kanton Basel-Landschaft eine eigene Entwicklung und die Produktion von Armbanduhren betreiben.

## Geschichte

### Gründung 1924
Die Gebrüder Walter und Hans Gröflin aus Tenniken gründeten 1924 die Fabrique d'Horlogèrie W. & H. Groeflin, Tenniken/Bâle.
In den ersten Jahren beschränkte man sich auf die Produktion von Taschenuhren. Im Laufe der Zeit wurden erste Editionen von Armbanduhren angefertigt. Diese wiesen sich durch eine hochwertige Qualität und anspruchsvolles Design aus. Durch den Erfolg ermuntert, wurde die Produktion von Armbanduhren stetig erweitert. Schliesslich spezialisierte sich Gröflin auf die Produktion von Uhrwerken.

### Übernahme 1970
1970 erwarb der Geschäftsmann Werner Bitterli die mittlerweile unter Hans Gröflin AG firmierende Uhrenfabrik. Er änderte den Firmennamen auf Grovana Uhrenfabrik AG.
Die Produktion von Uhrwerken wurde sukzessive reduziert und die Montageabläufe umstrukturiert. Gleichzeitig begann die Entwicklung eigener Uhren unter dem Namen Grovana. So konnte bereits 1971 die erste Grovana Uhren Kollektion vorgestellt werden.
In den Jahren 1970 bis etwa 1988 wurde die Uhrenindustrie durch die als Quarzkrise bekannt gewordene Welle von billigen Quarzuhren aus Fernost stark unter Druck gesetzt. Im Kanton Baselland mussten viele Betriebe die Produktion einstellen. Mitten in dieser Krise lanciert die Grovana 1980 ihre erste Analog-Quarz Kollektion und kann 1985 den Firmenhauptsitz durch einen Anbau für den Kundenempfang und zusätzliche Büroräumlichkeiten erweitern.
Ab 1990 begann die Erschliessung des Osteuropäischen Marktes und es wurden Bestrebungen in Richtung einer weltweiten Expansion eingeleitet.
Unter der Bezeichnung Private Label Uhren erstellen die Grovana Uhrmacher auf Kundenwunsch angepasste Uhren aus der aktuellen Modellpalette als Einzelanfertigung, oder in grossen Stückzahlen für Werbegeschenke.
1999 mussten die Lagerkapazitäten für Uhrenbestandteile erweitert werden.
2001 konnte Christopher Bitterli aus der Konkursmasse der Manufactures d'Horlogèrie Suisses Réunies SA. (MSR-Holding) nicht nur Konstruktionspläne, sondern auch Tausende Werk-, Klein- und Zubehörteile, inklusive spezielle Werkzeuge für die Herstellung mechanischer Revue Thommen Uhrwerke erwerben. Im selben Jahr ist mit der Revue Thommen AG Waldenburg eine langjährige, exklusive Lizenz-Vereinbarung für die Produktion und den weltweiten Vertrieb von Revue Thommen-Uhren Unterzeichnet worden.
Da die Marke Revue Thommen eine andere Klientel anspricht als die Hausmarke, wurden die Aktivitäten intern in die Divisionen Grovana und Revue Thommen aufgeteilt. Die Division Revue Thommen sollte die Fliegeruhren Airspeed und die Uhren mit eigenen klassischen Manufakturwerken weiterentwickeln.
Dies erforderte einen weiteren Ausbau am Hauptsitz. Das bestehende Produktionsgebäude wurde 2003 aufgestockt. So konnte Platz bereitgestellt werden für die Werkherstellung, Montage und Kontrolle der Revue Thommen Uhren.
Bereits 2003 konnte, mit den Uhrwerksteilen aus der Konkursmasse, mit der Produktion von Manufakturwerken begonnen werden. Die anfänglich noch aus den übernommenen
Einzelteilen erstellten mechanischen Werke mussten mit der Zeit durch Nachbauten ersetzt werden. Diese wiesen sich durch eine bessere Ganggenauigkeit aus. Durch den Eigenbau der mechanischen Uhrwerke hat die Grovana Uhrenfabrik AG den Status einer Manufaktur erlangt.
An der «BaselWorld 2006» konnte die erste Revue Thommen Uhr mit einem komplett in Eigenregie hergestellten Manufakturkaliber präsentiert werden. Grovana bezeichnet das Manufakturkaliber als GT 60. Die Uhr verfügt über eine Datumsscheibe, bei 5 Uhr wird die Gangreserve, bei 9 Uhr die Sekunden und bei 12 Uhr der Stand der Mondphase angezeigt.
2008 übernahm Christopher Bitterli die Leitung des Unternehmens.
Anlässlich der Uhren und Schmuckmesse in Basel, der BaselWorld 2012, präsentierte sich die Grovana mit einem neuen doppelstöckigen Messe-Verkaufsstand.
2014 feierte die Grovana Uhrenfabrik AG das 90-Jahre-Jubiläum. Es wurden über 100'000 Uhren produziert und weltweit in mehr als 70 Länder geliefert.
2014 gibt die Grovana ihre Lizenz für die Produktion und den weltweiten Vertrieb von Revue Thommen-Uhren an die im Jahre 2012 neu gegründete GT Thommen Watch AG ab.

## Bilder

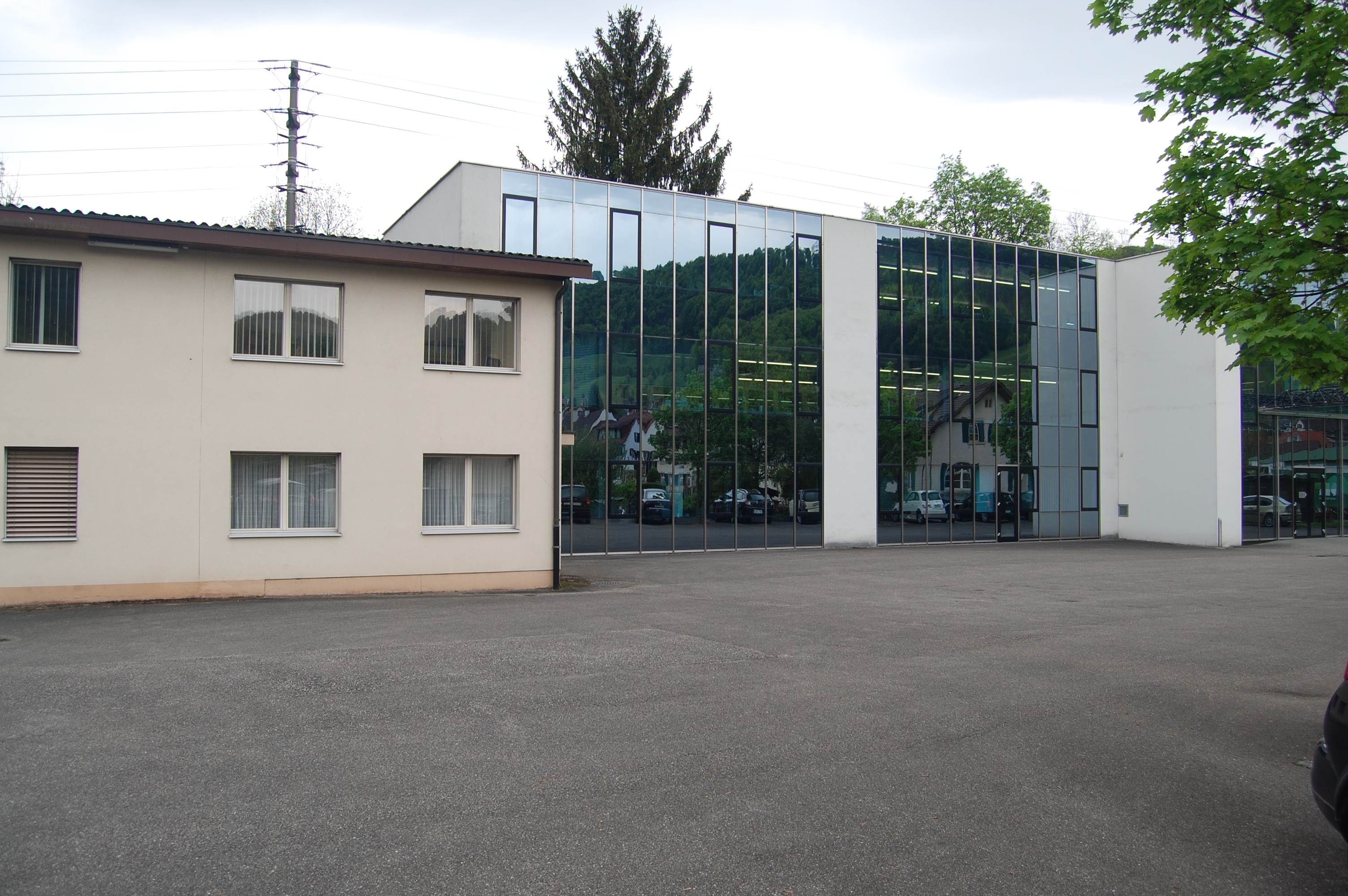
Firmensitz. Links der 1985 erstellte Anbau für Kundenempfang und Büroräume
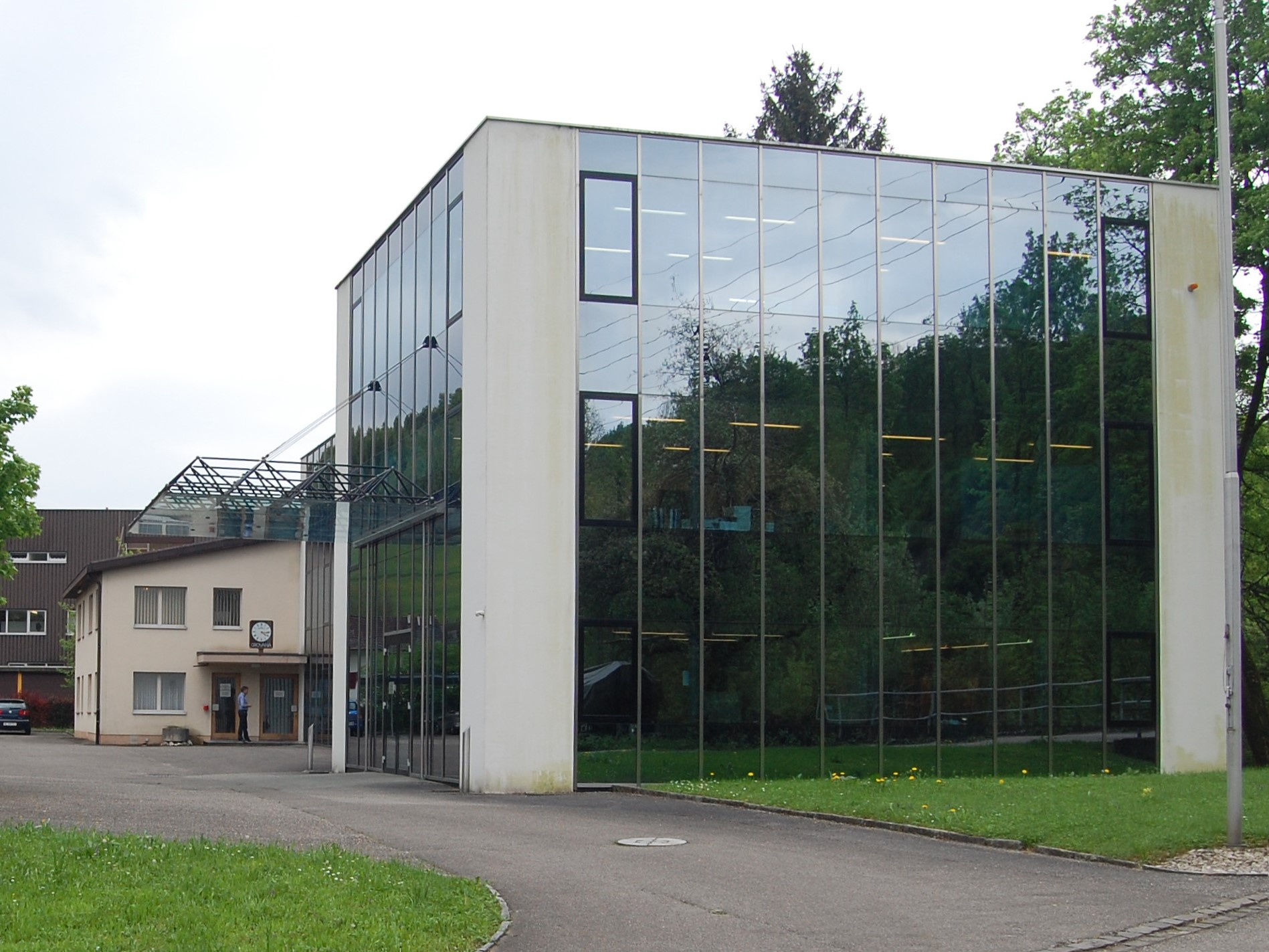
Firmensitz. Rechts der 1999 erstellte Anbau mit Lagerräumen für Uhrenbestandteile
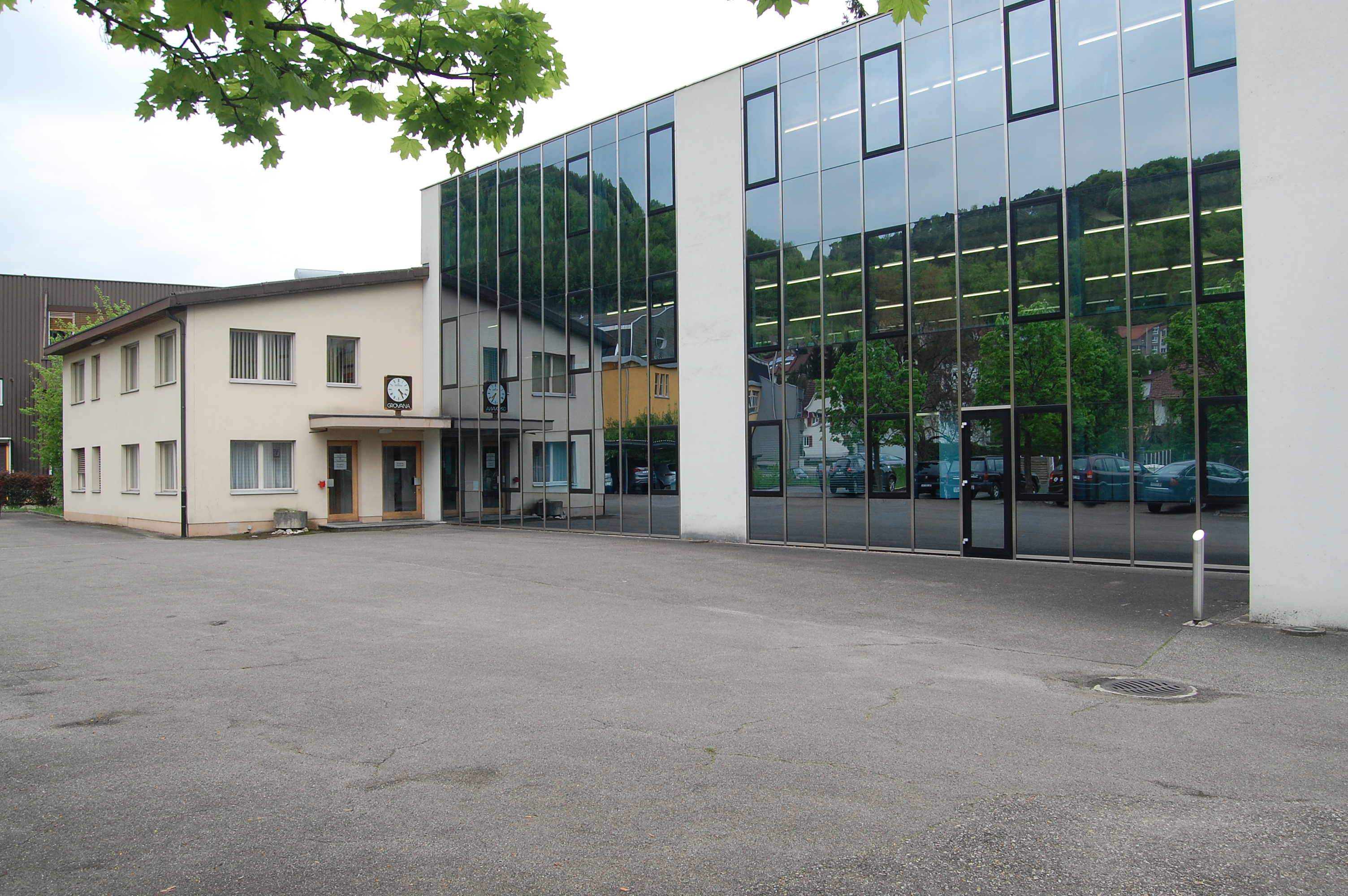
Firmensitz. Rechts der 2003 erstellte Um- und Neubau der bestehenden Produktionsräume

## Einzelnachweise und Anmerkungen

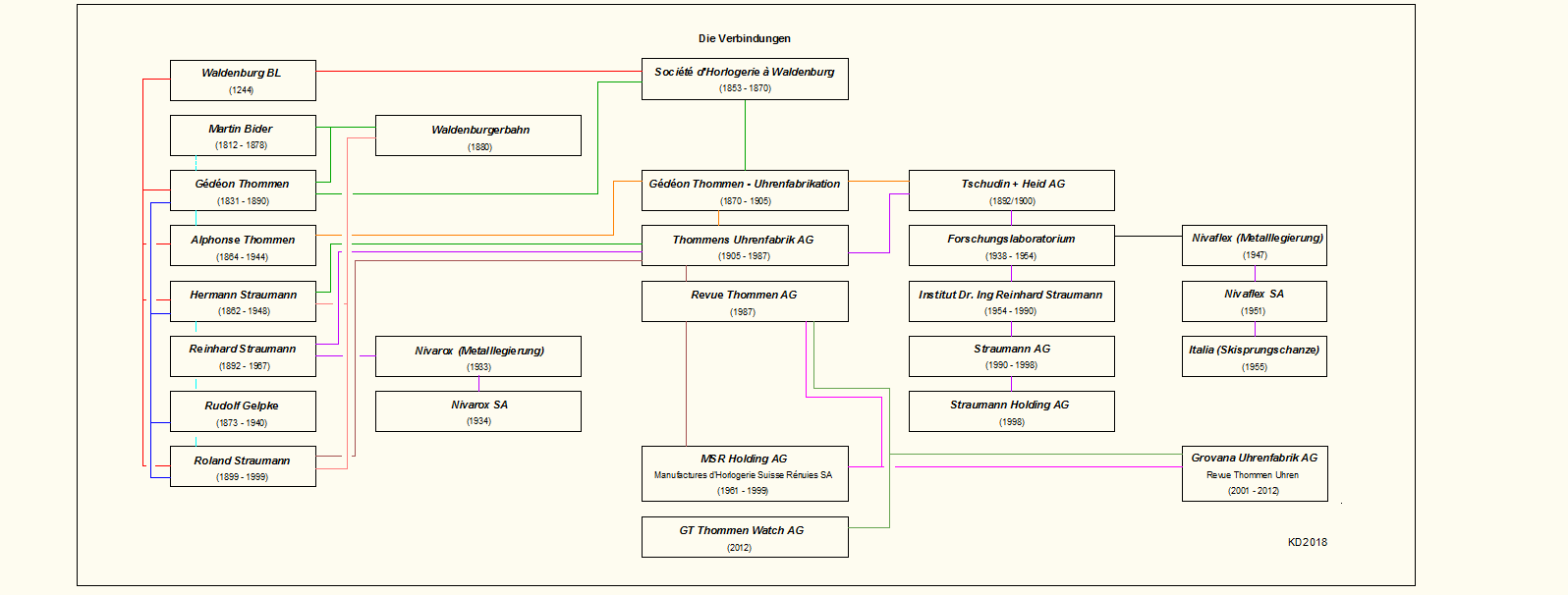
Die Verbindungen